# Estero de Las Cadenas (vattendrag, lat -34,19, long -70,84)
Estero de Las Cadenas är ett vattendrag i Chile.   Det ligger i regionen Región de O'Higgins, i den södra delen av landet, 80 km söder om huvudstaden Santiago de Chile.
Trakten runt Estero de Las Cadenas består till största delen av jordbruksmark. Runt Estero de Las Cadenas är det ganska glesbefolkat, med 23 invånare per kvadratkilometer.